# Club Penguin Rewritten
Club Penguin Rewritten foi um fangame de 2017 baseado no jogo multijogador massivo online Club Penguin. Foi criado por quatro desenvolvedores indie como uma alternativa ao jogo original, que havia sido encerrado pela Disney em 29 de março de 2017. Como um projeto voluntário, Rewritten tinha itens no jogo que eram anteriormente exclusivos para quem possuía uma assinatura paga no Club Penguin, disponíveis para todos no jogo. Após o encerramento das operações de Club Penguin, o desenvolvimento de Rewritten começou a expandir à medida que a equipe crescia. O jogo foi construído em cima de arquivos Flash preexistentes e simulava versões mais antigas do jogo original, mas se distinguia pela ausência de monetização e compras no jogo.
Club Penguin Rewritten foi lançado em 12 de fevereiro de 2017. Uma grande comunidade online se formou sobre as consequências e limitações da ⁣⁣pandemia de COVID-19⁣⁣. Adolescentes e jovens adultos que jogaram o jogo original o usaram para realizar eventos no jogo durante a pandemia. Como proporcionava escapismo, Rewritten foi objeto de speedruns e de um concerto virtual para o álbum Color Theory de Soccer Mommy. Durante esse tempo, um membro da equipe relatou que o jogo tinha uma média de 30 mil novos usuários registrados diariamente. Rewritten foi elogiado por seu ambiente nostálgico, assim como por seu foco na comunidade e liberdade dos jogadores. Lance Priebe, um dos desenvolvedores de Club Penguin, reconheceu o trabalho da recriação pelo impacto social positivo que o jogo trouxe durante a pandemia.
O jogo foi encerrado em 13 de abril de 2022, pela City of London Police, conforme um pedido de investigação de direitos autorais da Disney, onde três suspeitos foram presos. Antes do encerramento, o jogo havia acumulado mais de 11 milhões de usuários registrados.

## Jogabilidade e desenvolvimento

Rewritten simulava versões mais antigas do jogo original

Club Penguin Rewritten era uma recriação idêntica de Club Penguin, um jogo multijogador massivo online desenvolvido pela New Horizon Interactive e adquirido pela Disney em 2007. Ele apresentava grande parte da mesma jogabilidade e políticas, incluindo uma equipe de moderação dedicada e um sistema de filtro de bate-papo. A principal atração do jogo era a ausência de uma assinatura paga, o que permitia aos jogadores adquirirem qualquer item do jogo gratuitamente. Para atrair um público mais velho, Rewritten simulava versões anteriores de Club Penguin. O New Statesman relatou que a jogabilidade de Rewritten tinha menos restrições, mecânicas de jogo mais antigas e servidores que podiam suportar até dois milhões de jogadores simultâneos.
Rewritten foi desenvolvido voluntariamente por fãs do jogo original. Foi criado por quatro desenvolvedores semi-anônimos conhecidos como Joe, Josh, Lewis e Tim, que eram todos estudantes do Reino Unido na época de sua criação. Os desenvolvedores já haviam ganhado experiência desenvolvendo seus próprios projetos e ofereceram Rewritten como freeware. Trabalhando sem permissão da Disney, um dos principais objetivos de estabelecer Rewritten era preservar o jogo original. A base do jogo foi desenvolvida restaurando o código-fonte Flash original. Após o fechamento de Club Penguin em 29 de março de 2017, o desenvolvimento de Rewritten ganhou destaque e atenção da mídia. Nesse ponto, a equipe de desenvolvimento afirmava que Rewritten estava sob proteções do fair use nos Estados Unidos. Na página legal de Rewritten, foi fornecido um aviso legal, chamando o jogo de uma "recriação independente de Club Penguin da Disney" e "não afiliada à Disney Interactive ou Club Penguin Inc." Após o encerramento de Club Penguin, a equipe de Rewritten se expandiu e começou a oferecer suporte por e-mail e moderação. Em uma resposta escrita ao New Statesman via Twitter, os desenvolvedores de Rewritten disseram quererem garantir que a experiência de jogo fosse agradável, segura e atraente para um público nostálgico ou aqueles que desejam interagir com outras pessoas globalmente. Para alcançar isso, o jogo se esforçaria para ser "o mais autêntico possível", incluindo novos recursos para manter o interesse.

## Lançamento e recepção
Club Penguin Rewritten foi lançado em 12 de fevereiro de 2017. O New York relatou que Rewritten viu um influxo de usuários durante a pandemia de COVID-19, chamando-o de um "fandom próspero". O jogo consistia em adolescentes e jovens adultos que haviam jogado o jogo original e que usavam a versão recriada como uma forma de escapismo da pandemia. Rewritten aproveitou seu crescimento de usuários hospedando recriações virtuais de eventos como bailes e cerimônias de formatura que foram cancelados como resultado da pandemia. The Hollywood Reporter descreveu a demografia de Rewritten como sendo principalmente composta por estudantes do ensino médio e universitários. A maioria dos jogadores de Rewritten estava nos Estados Unidos. O jogo atingiu cem mil jogadores registrados em abril e um milhão de jogadores registrados em 4 de outubro do mesmo ano.
Kotaku descreveu o jogo como o servidor privado mais popular, um termo usado para descrever recriações de Club Penguin, e destacou a comunidade de speedrun do jogo. O fechamento de outros servidores privados contribuiu para a crescente popularidade de Rewritten, como o fechamento de Club Penguin Online em 2020. Em 3 de abril de 2020, a cantora e compositora Soccer Mommy organizou um show virtual para o álbum Color Theory por meio do site como parte de uma tendência na internet de apresentações musicais em videogames influenciadas pela pandemia. Allison afirmou que Club Penguin era "um jogo que todos se lembram de quando eram crianças", e aludiu ao desejo nostálgico de jogar o jogo durante a pandemia: "Sinto que várias pessoas também estavam fazendo o mesmo que eu: acessar o jogo quando estávamos todos presos em casa, e jogar um pouco, só para se divertir."
Numa entrevista à revista The Hollywood Reporter, Lance Priebe, um dos desenvolvedores de Club Penguin, elogiou o uso da comunicação por Rewritten durante a pandemia. Em março de 2020, um membro da equipe de Rewritten afirmou que o jogo estava recebendo 30 mil novos usuários todos os dias. Os desenvolvedores descreveram a cultura de Rewritten como girando em torno de fenômenos das redes sociais, como o Vine, e tendências clássicas do jogo, como "derrubar o iceberg". Em abril de 2020, a Disney enviou uma notificação DMCA para o Google com preocupações sobre o domínio de Club Penguin Rewritten, que eles alegavam infringir a marca registrada de Club Penguin. Uma segunda notificação foi enviada um mês depois. O Google não respondeu nem abordou a solicitação da Disney. No final de 2020, estimava-se que Rewritten tinha oito milhões de usuários registrados.

## Encerramento
Em 13 de abril de 2022, Club Penguin Rewritten foi encerrado pela City of London Police. A página principal foi trocada com um aviso dizendo que "Este site foi derrubado pela Operation Creative, Police Intellectual Property Crime Unit (PIPCU)." Thorn, moderador de Rewritten, anunciou pelo servidor do Discord oficial que o jogo estava sendo "encerrado efetivamente de imediato devido a um pedido da Disney". O jogo estava sendo investigado por Violações de direitos autorais após os desenvolvedores terem garantido o controle do site à polícia. Daryl Fryatt, condestável da PIPCU, confirmou que em 12 de abril de 2022, três suspeitos relacionados ao jogo foram presos "sob suspeita de distribuição de materiais infringindo direitos autorais". Foi relatado que os suspeitos foram liberados dois dias depois para fornecer assistência na investigação de direitos autorais.
Rewritten tinha mais de 11 milhões de usuários registrados e 140 mil membros em seu servidor do Discord após o seu fechamento. Slate relatou que outros servidores privados experimentaram um aumento no registro depois, e os jogadores observaram que o jogo havia incluído brevemente anúncios em troca de uma recompensa no jogo. BigChun, moderador de Rewritten, confirmou que os anúncios estavam presentes no jogo desde meados de 2020, pois "manter um jogo como este custa dinheiro". Em resposta, Lane Merrifield, um dos três co-fundadores de Club Penguin, opinou no Twitter que a Disney não entendia "que controlar propriedade intelectual às custas da comunidade a desvalorizará, não a preservará". Lance Priebe, outro co-fundador, elogiou a comunidade estabelecida por Rewritten, no entanto, expressou preocupações com a segurança das crianças em servidores privados. O streamer norte-americano Ludwig Ahgren disse que o fechamento foi muito extremo para um jogo infantil, chamando-o de "exagero".